# Ischnoptera rufa
Ischnoptera rufa es una especie de cucaracha del género Ischnoptera, familia Ectobiidae. Fue descrita científicamente por De Geer en 1773.
Habita en América Central y del Sur.